# Модулатор рецептора
Модулатор рецептора или лиганд рецептора је тип дроге која се веже за и модулира рецепторе. То су лиганди и укључују агонисте рецептора и антагонисте рецептора, као и парцијалне агонисте, инверзне агонисте и алостерне модулаторе рецептора.